# Рот, Микша
Микша Рот (венг. Róth Miksa; 26 декабря 1865, Пешт, Пешт — 14 июня 1944, Будапешт) — венгерский художник-мозаичист и мастер витражей, один из ключевых представителей венгерского модерна.

## Биография

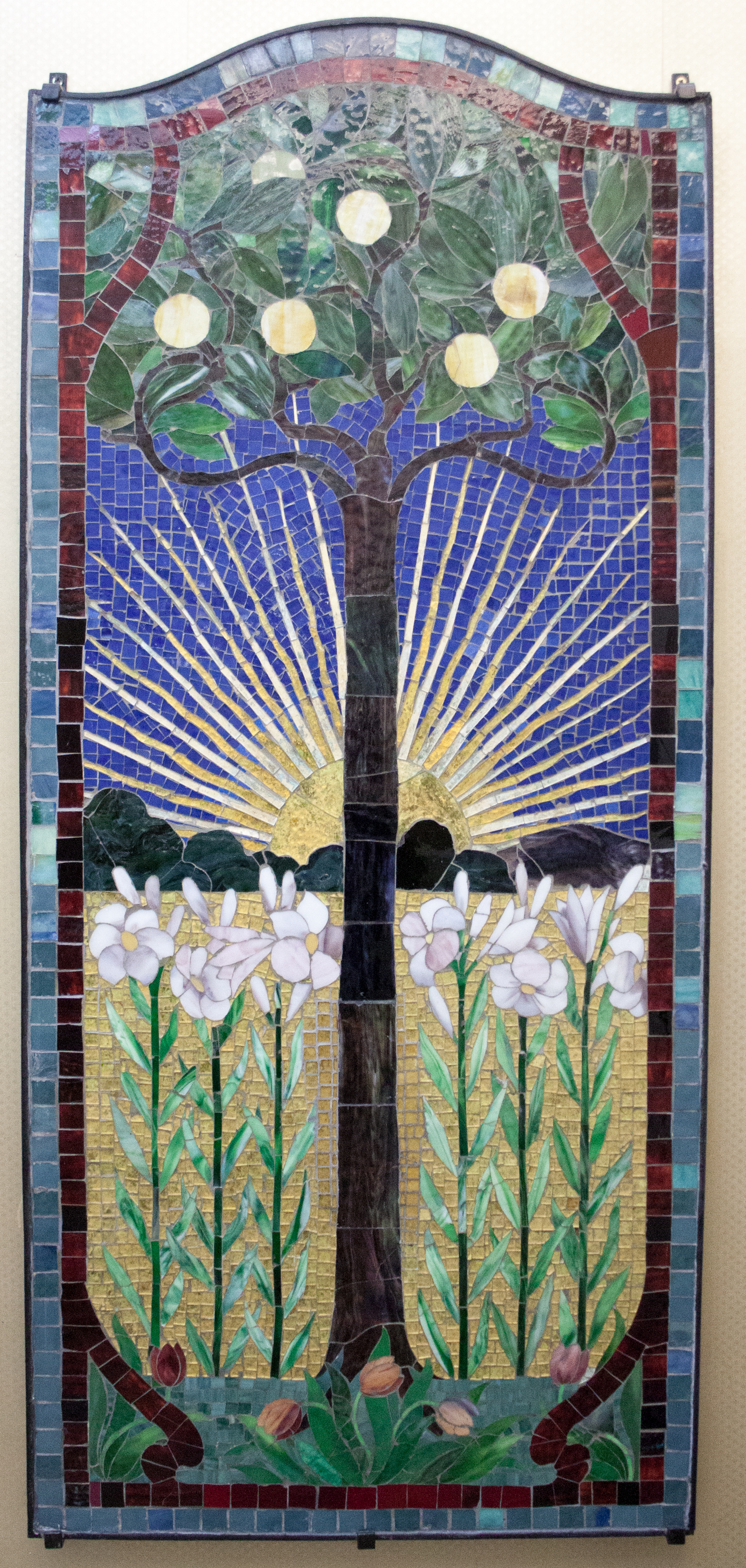
Рассвет (мозаика).

Родился в 1865 году в Пеште в семье еврейского происхождения. Учился витражному делу у своего отца. В дальнейшем освоил также техники создания мозаики и фресковой живописи. 
Если в предшествующие эпохи витражи, в основном, использовались для украшения церквей, то на период жизни Микши Рота пришёлся всплеск интереса к витражам в гражданской архитектуре. Микша Рот много работал в сегодняшнем Будапеште, участвовал, в частности, в оформлении Здания венгерского парламента и Будайской крепости. На Всемирной выставке 1900 года в Париже одна из его мозаичных работ была награждена серебряной медалью. На следующей Всемирной выставке в 1904 году в Сент-Луисе (США) его работы удостоились уже золотых медалей. 
Помимо многочисленных заказов в Будапеште, Рот время от времени получал и иностранные заказы: например, им был выполнен ряд работ для украшения нового здания Дворец изящных искусств в Мехико, церкви Фагерборг в Кристиании (Осло), Королевском дворце в Гааге. Кроме того, Микша Рот являлся автором нескольких книг, в основном посвящённых практическим вопросам своей профессии, но, кроме того, издал и воспоминания. 
Микша Рот скончался в Будапеште в 1944 году.
Многие работы Микши Рота (особенно витражи) были уничтожены в ходе боевых действий Второй мировой войны а также при различных других обстоятельствах. Мозаики и фрески сохранились сравнительно лучше. Часть работ мастера сегодня можно увидеть в доме-музее Микши Рота в Будапеште, расположенном по адресу Nefelejcs u. 26. (венг.).

## Галерея

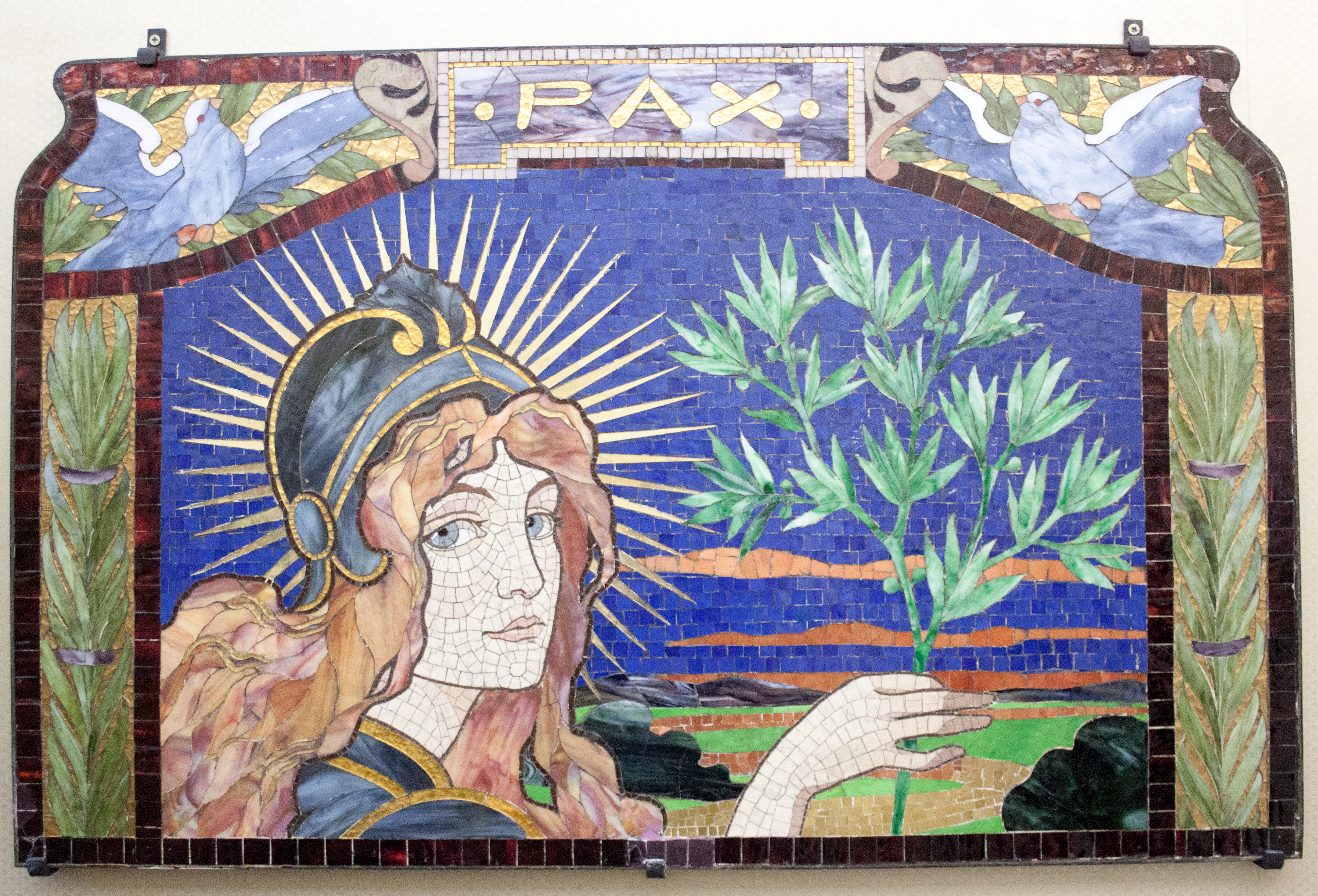
Аллегория Мира. Мозаика (серебряная медаль на Всемирной выставке 1900 года в Париже).
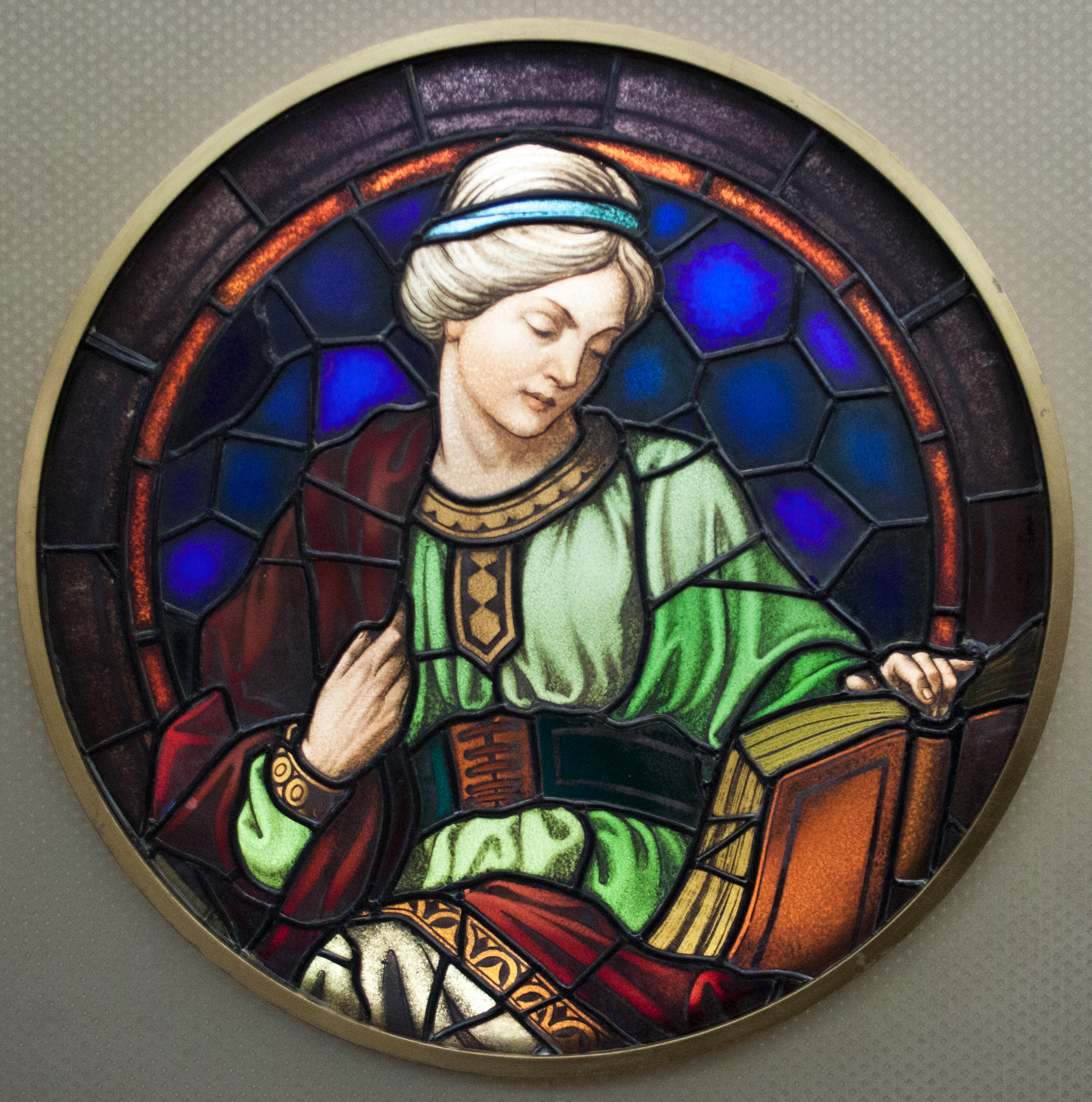
Аллегория Эрудиции. Витраж.
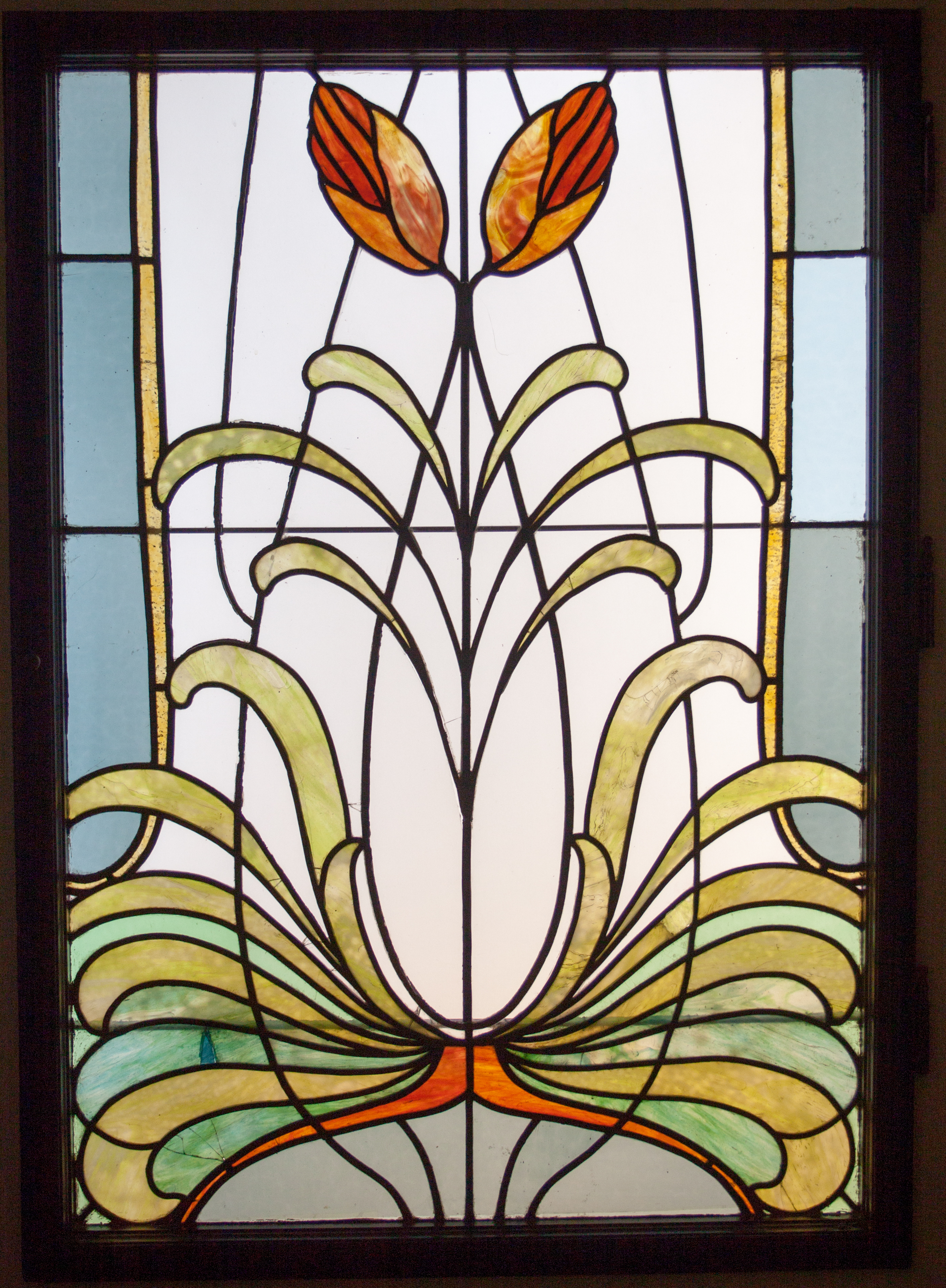
Витражное окно с растительными мотивами.
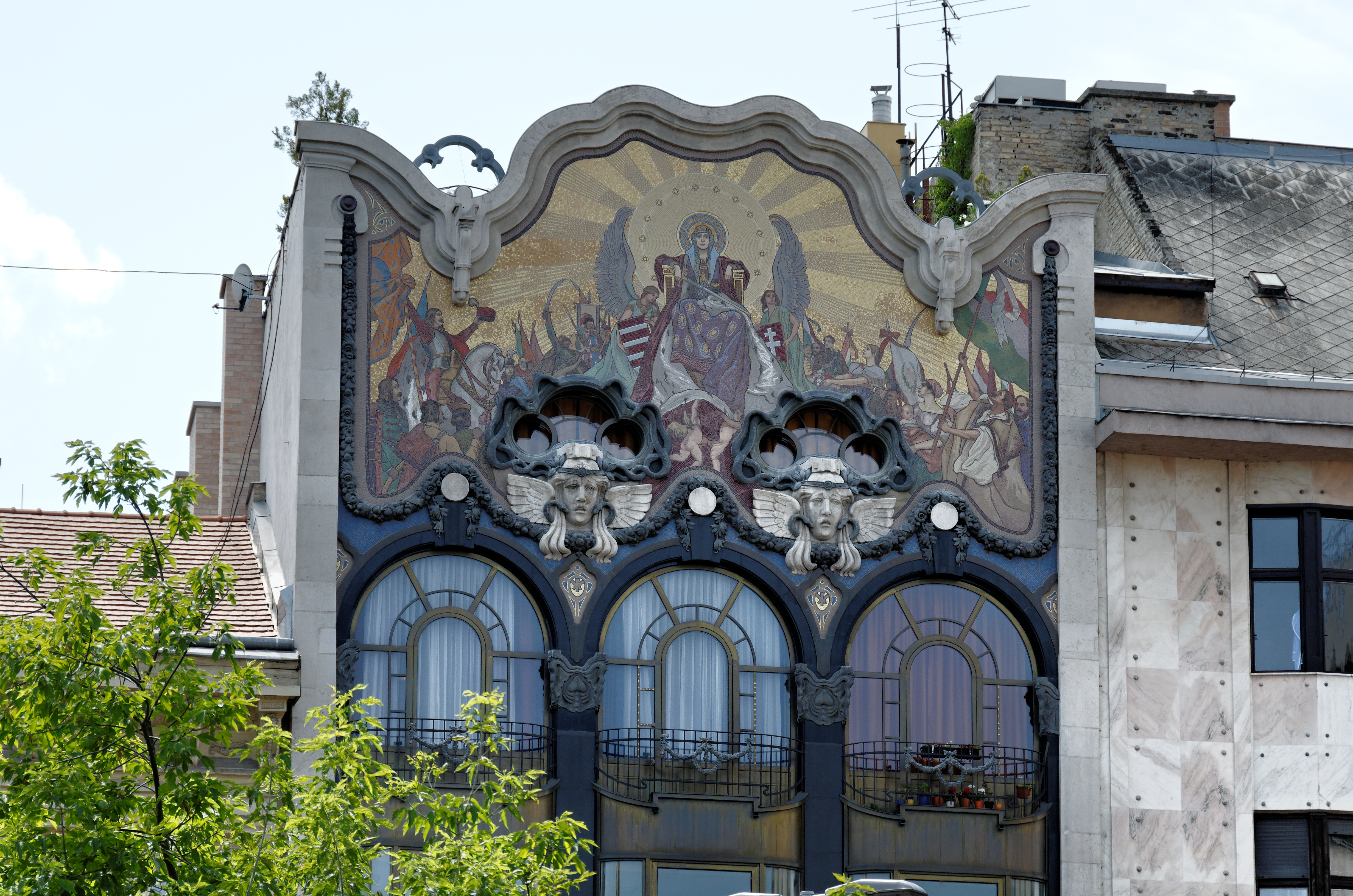
Мозаика на здании банка в Будапеште.
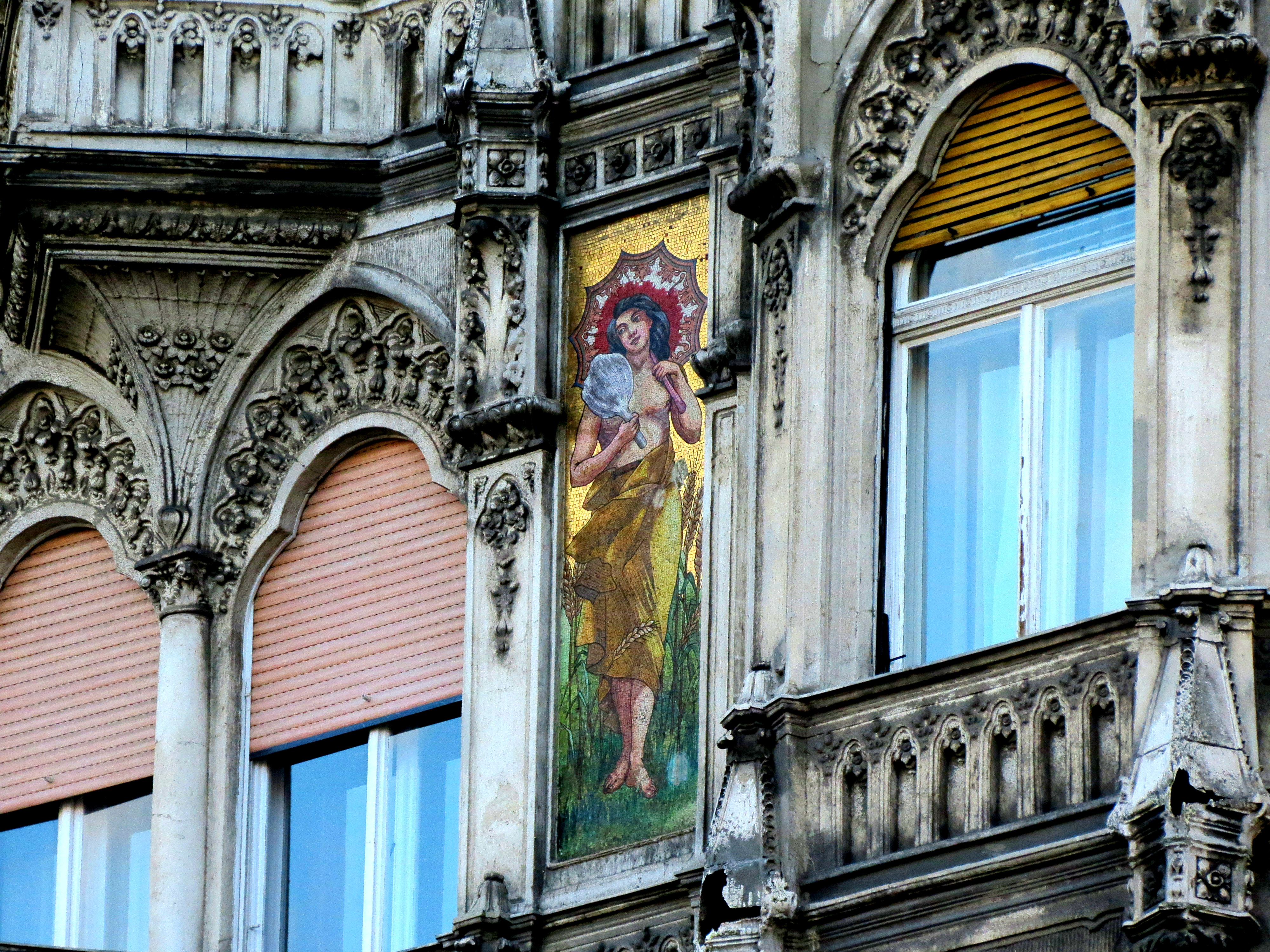
Мозаика из серии «Четыре времени года».
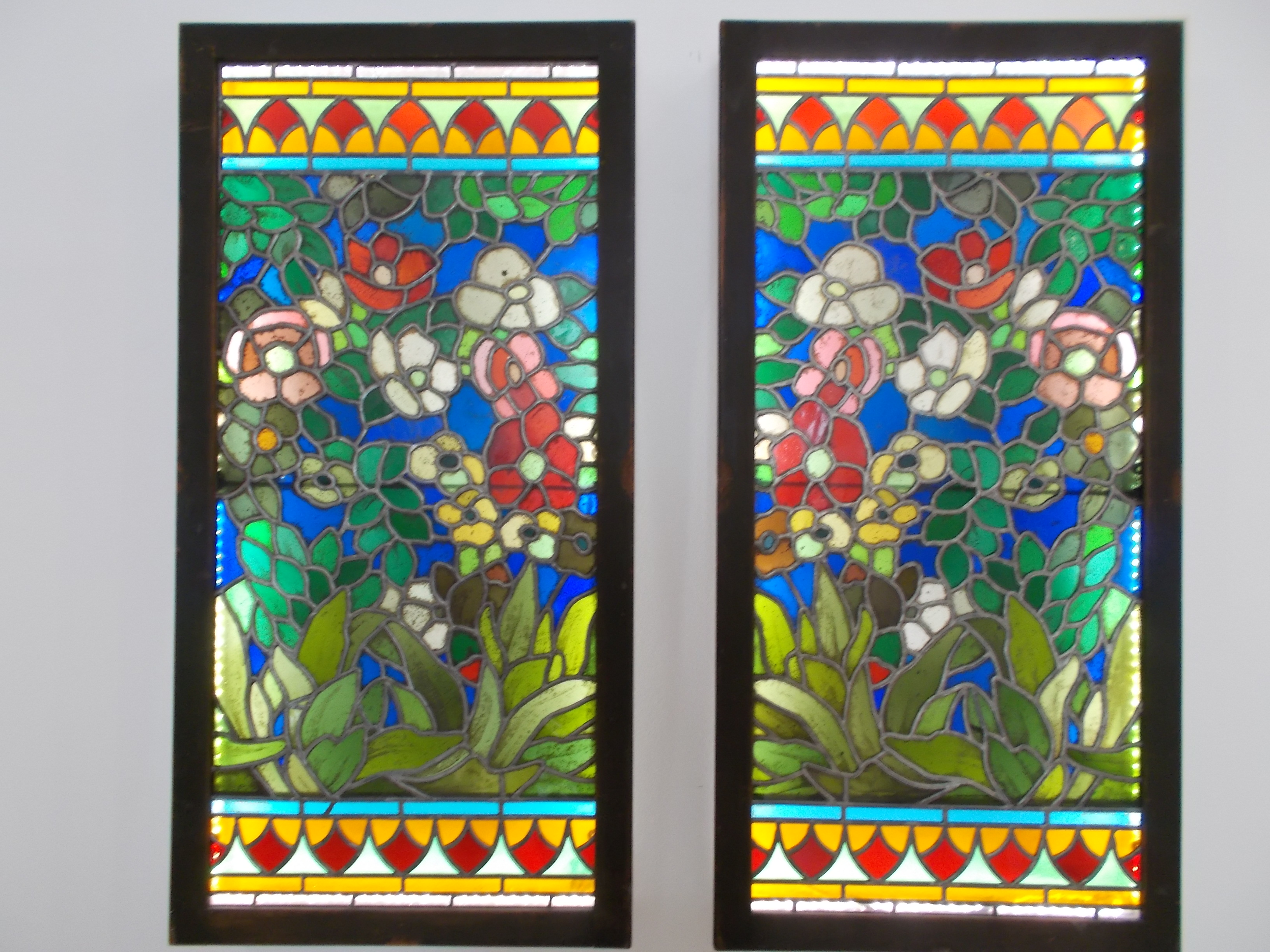
Парные витражи с цветочными мотивами.
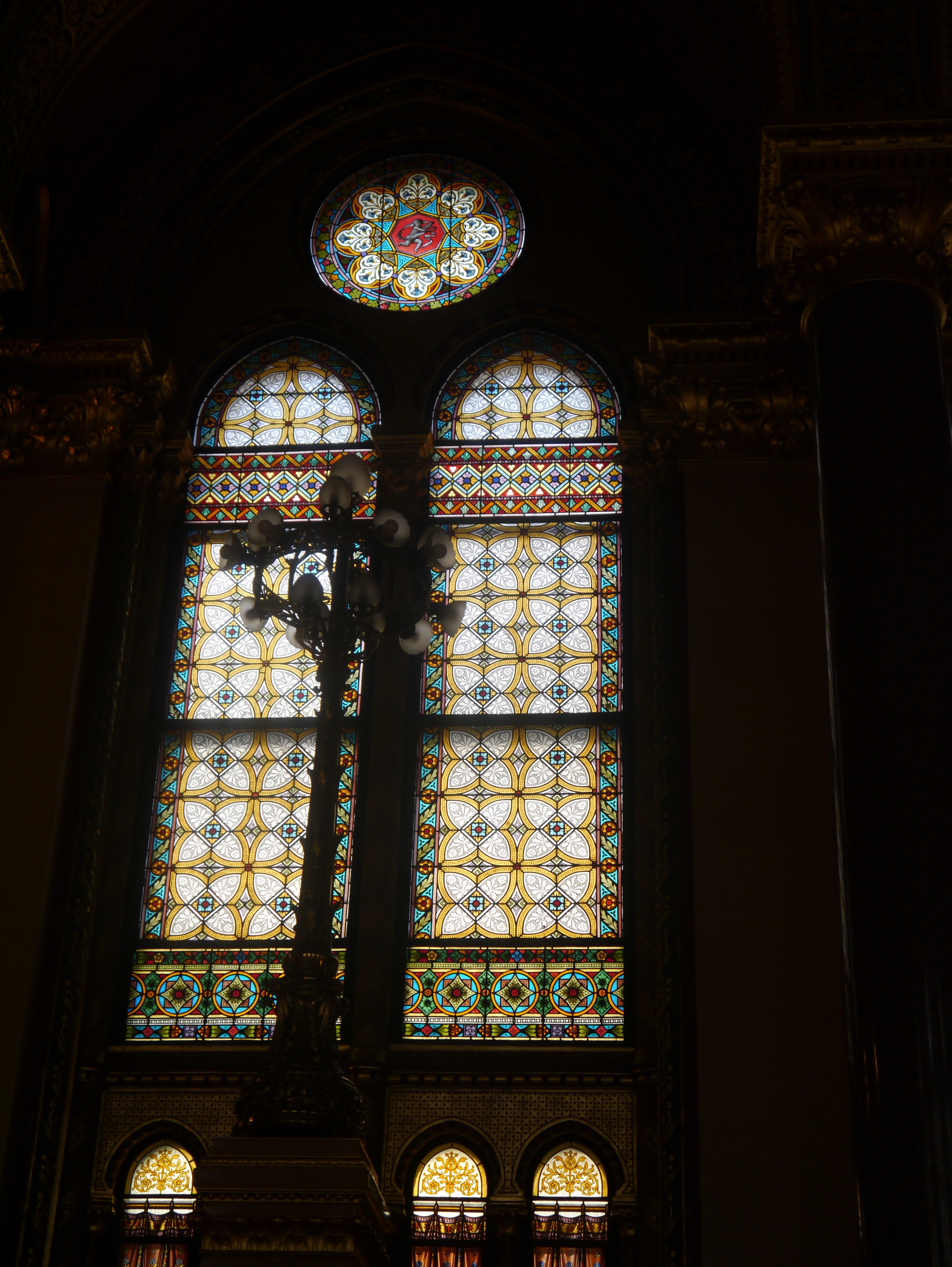
Витражные окна в Здания венгерского парламента.
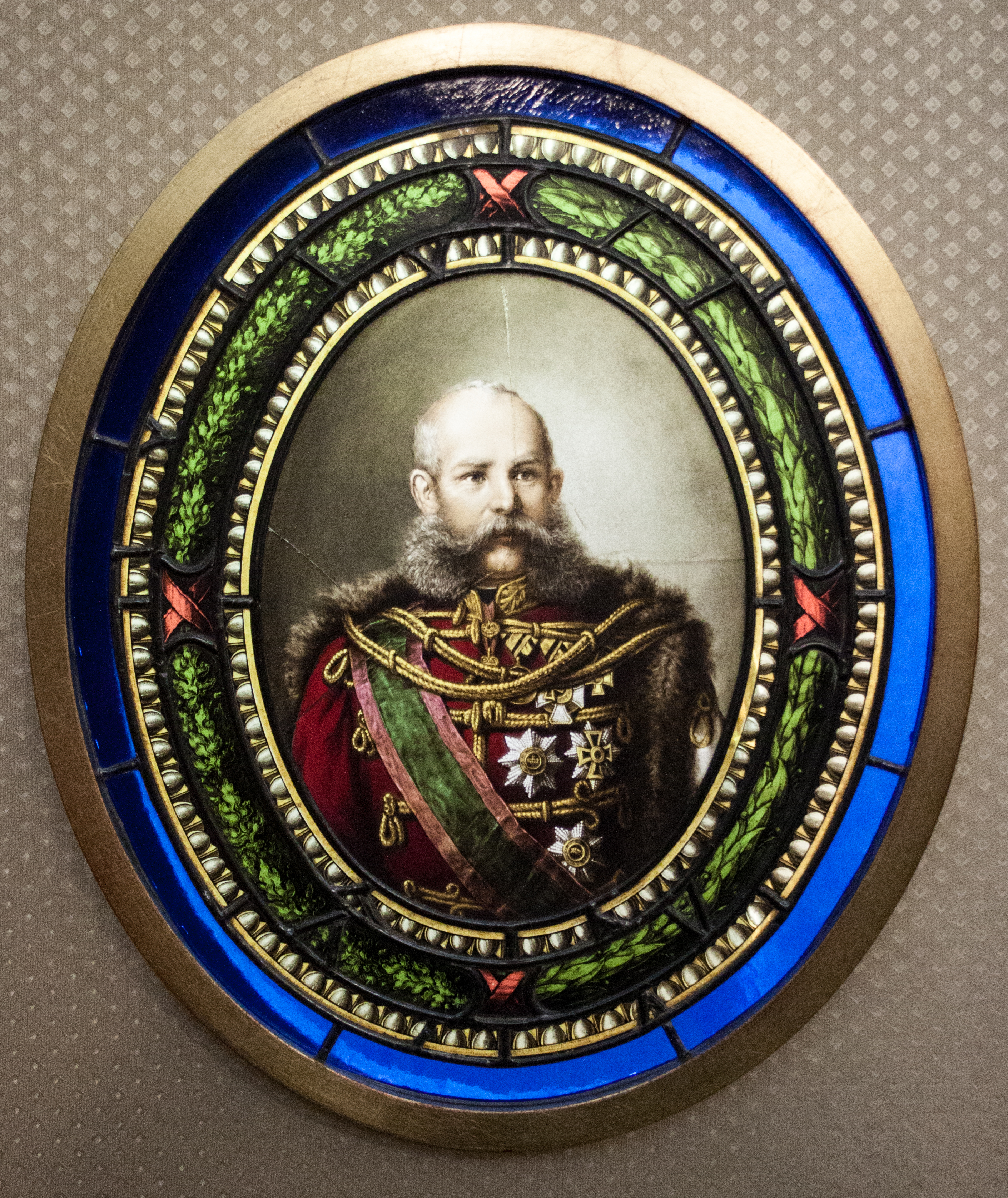
Император Франц-Иосиф.
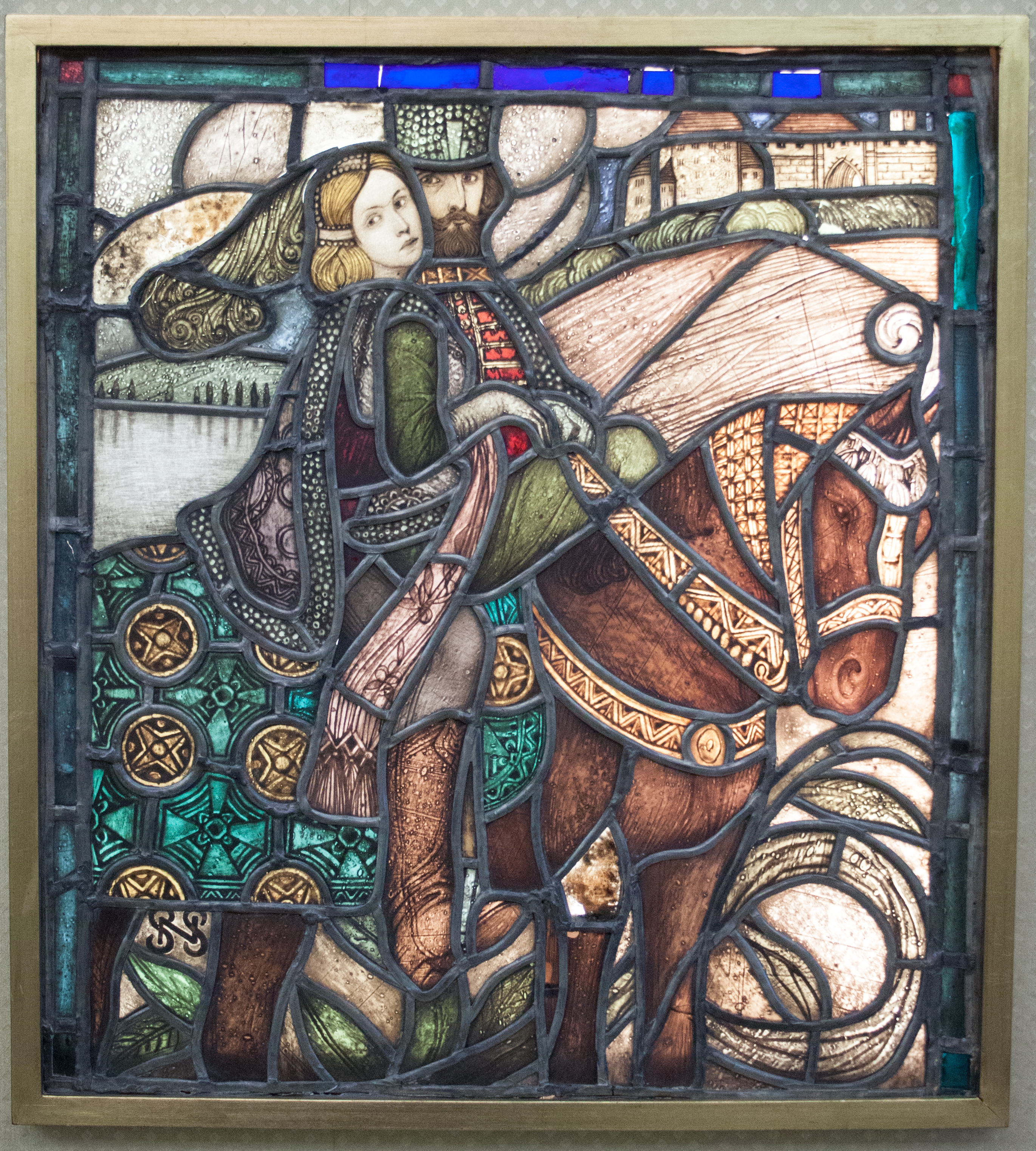
Витраж (вероятнее всего — Король Ласло I Святой со спасённой им девушкой после битвы под Черхаломом).
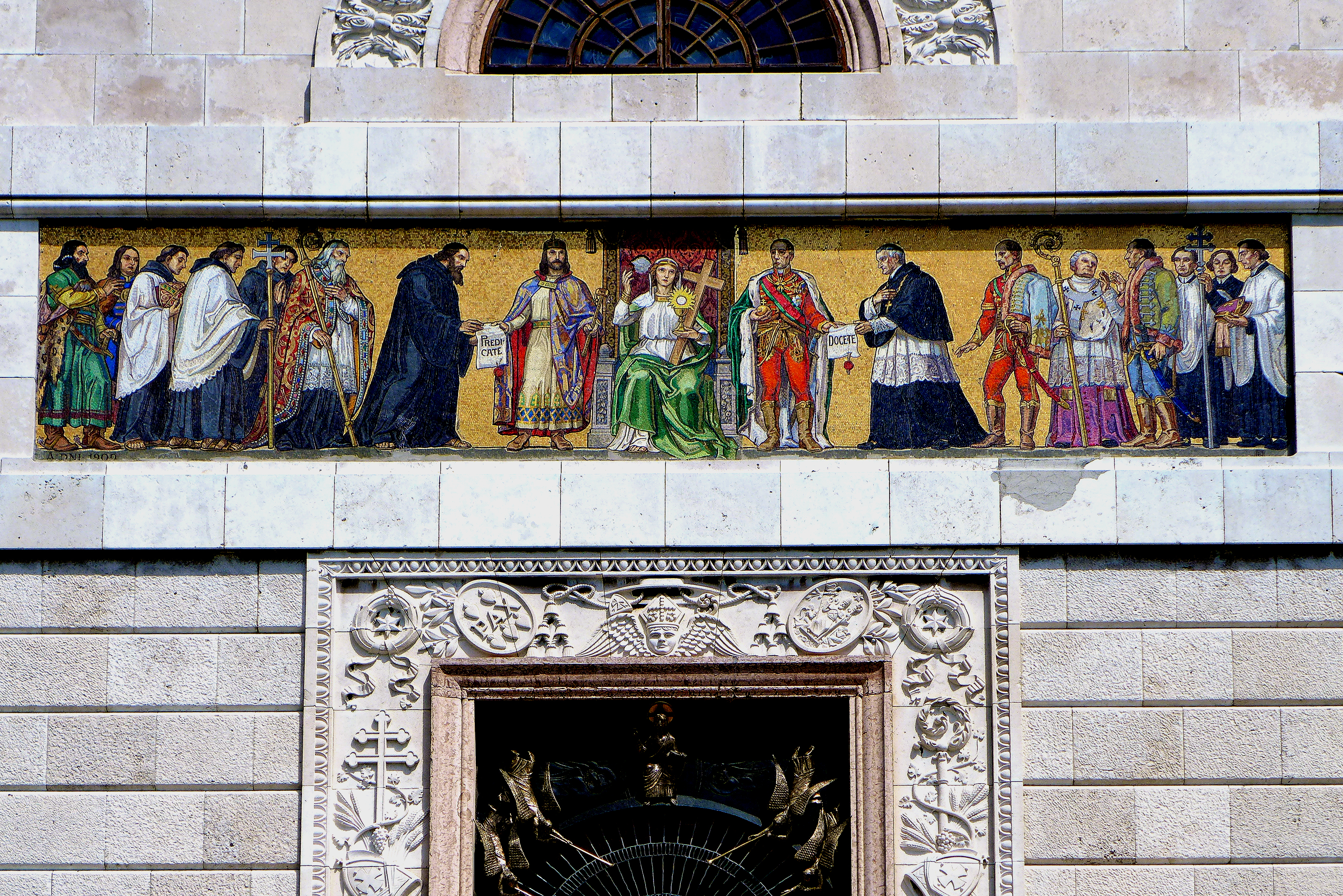
Мозаика над входом в главный храм аббатства Паннонхальма — базилику Святого Мартина. Город Паннонхальма, Венгрия.
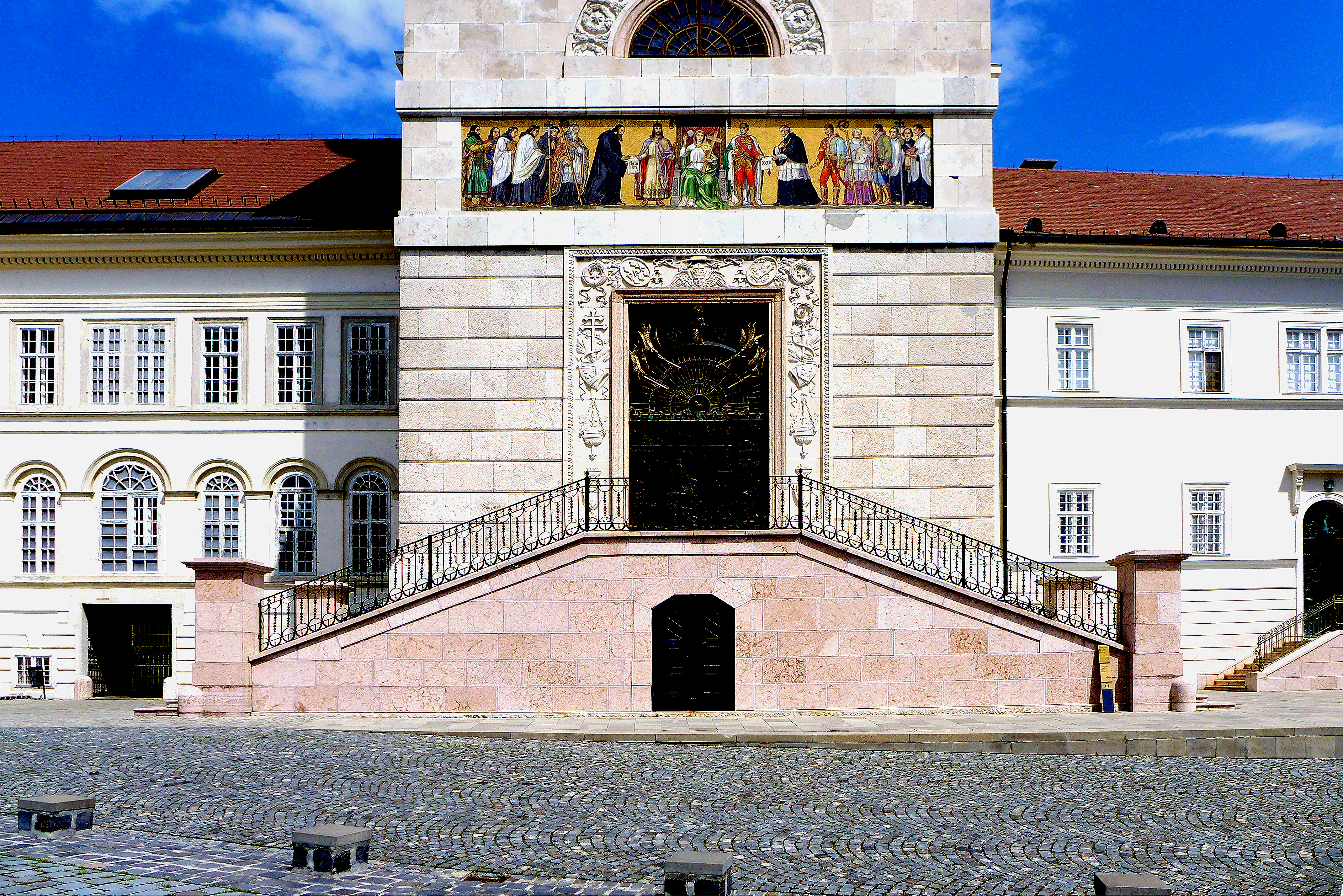
Та же мозаика, вид издали.
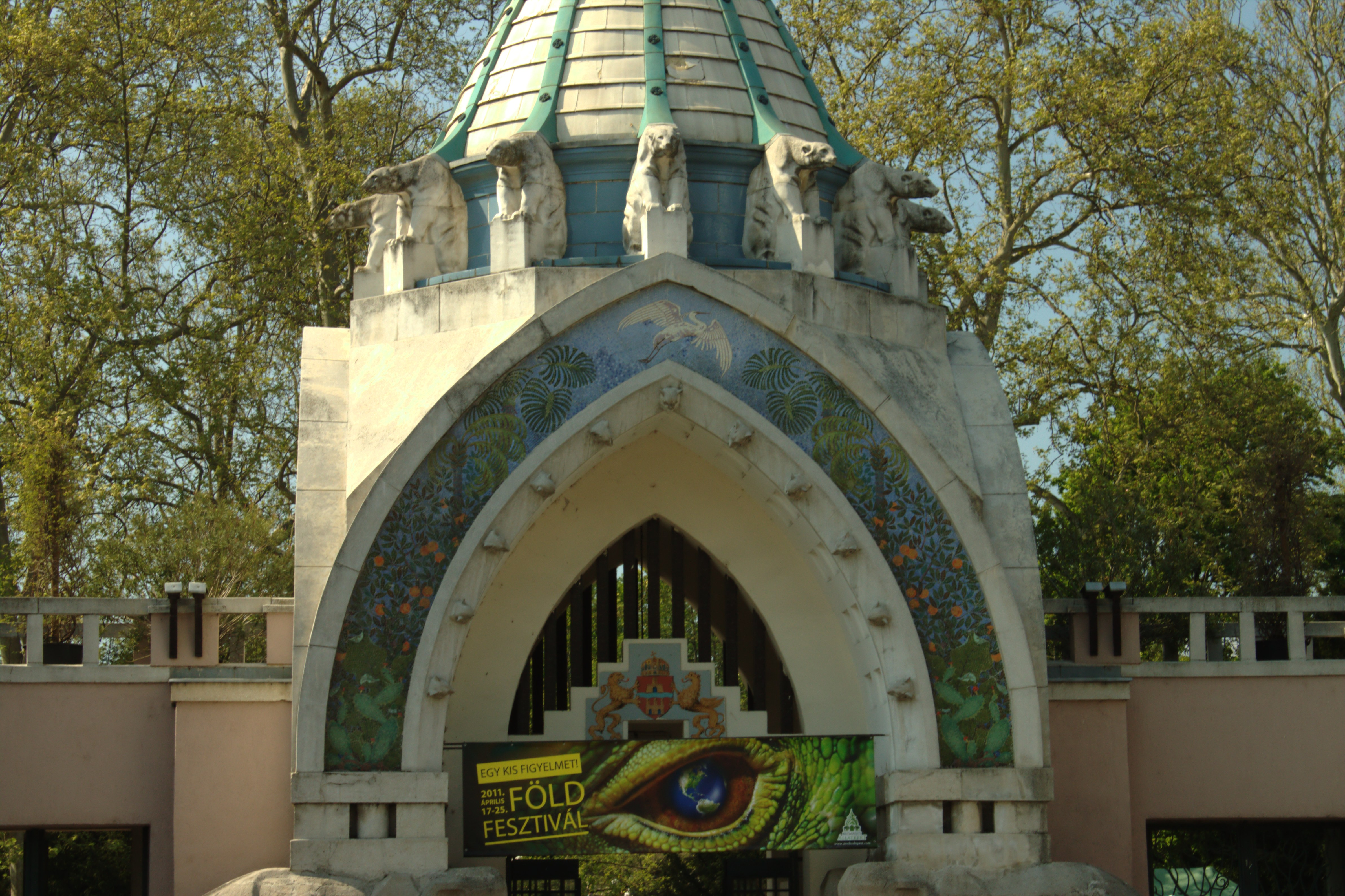
Мозаика на арке главного входа будапештского зоопарка.

## Публикации Микши Рота
- Üvegfestészetek mintakönyve (Budapest, 1896)
- Róth Miksa császári és királyi udvari üvegfestő műintézete Budapest (Budapest, 1908)
- Egy üvegfestőművész az üvegfestészetről (Budapest, 1942)
- Egy üvegfestőművész emlékei (Budapest, 1943)